# 딜쇼트 나자로프
딜쇼트 자몰리디노비치 나자로프(타지크어: Дилшод Ҷамолиддинович Назаров 딜쇼드 차몰리디노비치 나자로브, 러시아어: Дильшо́д Джамолидди́нович Наза́ров, 1982년 5월 6일~)는 타지키스탄의 육상 선수로 주 종목은 해머던지기이다. 올림픽에 4번 출전하여 브라질 리우데자네이루에서 열린 2016년 하계 올림픽에서 타지키스탄 선수로는 최초로 금메달을 획득했다.
2005년부터 2017년까지 세계 육상 선수권 대회에 7번 출전하여 은메달 1개를 획득하였다. 이외에 3회 연속으로 아시안 게임 금메달을 획득했고 4회 연속으로 아시아 육상 선수권 대회에서 우승했다.

## 경력
나자로프는 타지키스탄 두샨베 출신이다. 그의 아버지는 타지키스탄 내전에서 타지키스탄 정부군 진영에 가담하여 참전하다가 전사했다. 그의 어머니는 체육 교사로 근무했다. 
1997년 15세의 어린 나이로 타지키스탄 국가대표 선수로 발탁되어 그 해 11월에 이란 테헤란에서 열린 1997년 서아시아 경기 대회에서 59.94m의 기록으로 쿠웨이트의 나세르 알자랄라와 이란의 고르반 살라히의 뒤를 이어 동메달을 획득했다. 1998년 7월 프랑스 안시에서 열린 1998년 세계 주니어 육상 선수권 대회 해머던지기에서 60.02m를 기록했으나 15위에 그치면서 예선을 통과하지 못했다. 같은 해 12월에는 태국 방콕에서 열린 1998년 아시안 게임에 참가하면서 첫 아시안 게임 출전을 이뤄냈다. 그는 해머던지기에서 63.91m를 기록하며 7위로 대회를 마쳤다.
1999년 10월 싱가포르에서 열린 1999년 아시아 주니어 선수권 대회 해머던지기에서 63.56m를 기록하여 중국의 선이와 인도의 비노드 싱 쿠마르를 꺾으며 금메달을 차지했고 이듬해인 2000년 8월에 인도네시아 자카르타에서 열린 2000년 아시아 선수권 대회에서 61.62 m를 기록하여 7위에 올랐고, 10월에는 칠레 산티아고에서 열린 2000년 세계 주니어 육상 선수권 대회 해머던지기에서 63.43m를 기록하여 5위에 올랐다. 2001년 7월에는 브루나이 반다르스리브가완에서 열린 2001년 아시아 주니어 선수권 대회에서 68.08m를 기록하여 쿠웨이트의 무함마드 알다시티와 인도의 라케슈 쿠마르 야다브를 누르고 해머던지기 금메달을 차지했다. 같은 해 8월에는 중국 베이징에서 열린 2001년 하계 유니버시아드에서 66.10m의 기록으로 12위를 했다. 이듬해인 2002년 8월 스리랑카 콜롬보에서 열린 2002년 아시아 선수권 대회에서 67.70m를 기록하며 일본의 무로후시 고지와 도이 히로아키, 우즈베키스탄의 빅토르 우스티노프의 뒤를 이어 4위에 올랐다. 같은 해 10월에는 대한민국 부산에서 열린 2002년 아시안 게임에 참가했으나 부상으로 인해 58.39m의 기록에 그치며 최하위인 9위에 머물렀다.	
2003년 9월 필리핀 마닐라에서 열린 2003년 아시아 선수권 대회에서 69.90m를 기록하여 쿠웨이트의 알리 알젠카위와 일본의 도이의 뒤를 이어 해머던지기 동메달을 차지했다. 같은 해 10월에는 두샨베에서 열린 2003년 중앙아시아 경기 대회에서 71.20m를 기록하며 금메달을 획득했고, 인도 하이데라바드에서 열린 2003년 아프로-아시안 게임에서 69.72m를 기록하여 남아프리카 공화국의 크리스 함스의 뒤를 이어 해머던지기 은메달을 획득했다. 2004년 8월에는 그리스 아테네에서 열린 2004년 하계 올림픽를 통해 처음으로 올림픽에 참가했으나 대회 도중 기권하여 예선을 통과하지 못했다.
2005년 4월 사우디아라비아 메카에서 열린 2005년 이슬람 연대 경기 대회에서 76.98m를 기록하여 쿠웨이트의 알젠카위와 튀니지의 사베르 수이드를 꺾고 해머던지기 금메달을 차지했다. 같은 해 8월에는 핀란드 헬싱키에서 열린 2005년 세계 선수권 대회에 참가하였으며, 73.38m의 기록으로 15위에 올랐다. 9월에는 대한민국 인천에서 열린 2005년 아시아 선수권 대회에서 71.38m를 기록하여 알젠카위의 뒤를 이어 은메달을 차지했다. 2006년 12월에는 카타르 도하에서 열린 2006년 아시안 게임에서 74.43m를 기록하여 알젠카위와 도이를 누르고 해머던지기 금메달을 차지했는데 이는 타지키스탄 역사상 최초의 아시안 게임 금메달이기도 하다.
2007년 7월 요르단 암만에서 열린 2007년 아시아 선수권 대회에서 75.70m를 기록하여 쿠웨이트의 알젠카위의 뒤를 이어 해머던지기 은메달을 차지했으며 같은 해 8월 일본 오사카에서 열린 2007년 세계 선수권 대회에서 71.70m를 기록하여 21위를 차지했으나 예선을 통과하지 못했다. 2008년 8월 중국 베이징에서 열린 2008년 하계 올림픽 해머던지기에서 76.54m를 기록하여 11위를 차지했다. 2009년 5월 20일에는 브라질 우베를린지아에서 열린 우베를린지아 육상 그랑프리에서 79.28m의 기록 타지키스탄 해머던지기 신기록을 수립하며 우승했다.
같은 해 8월에는 독일 베를린에서 열린 2009년 세계 선수권 대회에서 71.69m를 기록하여 11위를 차지했고 중국 광저우에서 열린 2009년 아시아 선수권 대회에서 76.92m를 기록하여 쿠웨이트의 알젠카위와 중국의 마량를 꺾고 해머던지기 금메달을 차지했다. 이듬해인 2010년 9월에는 크로아티아 스플리트에서 열린 2010년 IAAF 컨티넨털컵에서 78.76m를 기록하여 슬로바키아의 리보르 하르프레이타크의 뒤를 이어 해머던지기 은메달을 차지했고 같은 해 11월에는 중국 광저우에서 열린 2010년 아시안 게임에서 76.44m를 기록하여 이란의 카베흐 무사비와 일본의 도이를 꺾으며 해머던지기 금메달을 차지했다. 이듬해인 2011년 8월 대한민국 대구에서 열린 2011년 세계 선수권 대회 해머던지기에서 76.58m를 기록하여 10위를 차지했고 이듬해인 2012년 8월 영국 런던에서 열린 2012년 하계 올림픽 해머던지기에서 73.80m를 기록하여 10위를 차지했다.
2013년 5월 25일에 독일 할레에서 열린 할레셰 베르퍼타게 대회에서 해머던지기 개인 최고 기록인 80.71m를 기록했으며 같은 해 7월에 인도 푸네에서 열린 2013년 아시아 선수권 대회에서 78.32m의 기록으로 쿠웨이트의 알젠카위와 중국의 치다카이를 누르고 금메달을 획득했다. 그 해 8월에는 러시아 모스크바에서 열린 2013년 세계 선수권 대회에서 78.31m의 기록으로 5위에 올랐다. 2014년 9월에는 대한민국 인천에서 열린 2014년 아시안 게임 해머던지기에서 76.82m를 기록하여 중국의 왕스주와 완융을 누르고 자신의 세번째 아시안 게임 금메달을 차지했다. 2015년 6월에는 중국 우한에서 열린 2015년 아시아 선수권 대회에서 77.68m를 기록하여 카타르의 아슈라프 암가드 엘세이피와 중국의 완융을 꺾으며 해머던지기 금메달을 획득했고 같은 해 8월 중국 베이징에서 열린 2015년 세계 선수권 대회 해머던지기에서 78.55m를 기록하여 폴란드의 파베우 파이데크의 뒤를 이어 자신의 첫 세계 선수권 대회 은메달을 차지했다.
2016년 8월 브라질 리우데자네이루에서 열린 2016년 하계 올림픽에 참가했으며, 개막식에서 타지키스탄 선수단의 기수를 맡았다. 그는 해머던지기에서 78.68m를 기록하여 벨라루스의 이반 치한과 폴란드의 보이치에흐 노비츠키를 꺾고 금메달을 차지했는데 이는 타지키스탄 역사상 최초의 올림픽 금메달이기도 하다. 이듬해인 2017년 7월 인도 부바네스와르에서 열린 2017년 아시아 선수권 대회에서는 76.69m를 기록하여 중국의 왕스주와 대한민국의 이윤철을 제치고 금메달을 차지했고 같은 해 8월에는 영국 런던에서 열린 2017년 세계 선수권 대회에서 77.22m의 기록으로 7위에 올랐다. 2018년 8월에는 인도네시아 자카르타에서 열린 2018년 아시안 게임에서 74.16m를 기록하여 카타르의 엘세이피의 뒤를 이어 해머던지기 은메달을 차지했다.
2019년 4월 카타르 도하에서 열린 2019년 아시아 선수권 대회에서 76.14m를 기록하여 카타르의 엘세이피와 우즈베키스탄의 수흐로프 호자예프를 꺾고 해머던지기 금메달을 획득하였고 도하에서 열리는 2019년 세계 선수권 대회 참가를 확정했다. 그러나 같은 해 9월 국제 육상 경기 연맹(IAAF) 산하의 반도핑 기구인 육상청렴부에서 2011년 세계 육상 선수권 대회 도중에 채취한 나자로프의 샘플에서 스테로이드 성분의 금지 약물인 튜리나볼 양성 반응이 확인되었다고 발표하면서 세계 선수권 대회에 불참하게 되었다. 이후 나자로프는 사실상 현역에서 은퇴했고 2021년 3월 18일에 IAAF가 공개한 공식 성명에 따라 2년 동안 대회 참가가 금지되었다. 또한 2013년 아시아 선수권 대회 금메달을 포함한 2011년 8월 29일부터 2013년 8월 29일까지 참가한 대회의 기록은 모두 실격 처리되었다.